# Кинкладзе, Георгий Робинзонович
Гео́ргий Робинзо́нович Кинкла́дзе (груз. გიორგი რობინზინის ძე ქინქლაძე; 6 июля 1973, Тбилиси, Грузинская ССР, СССР) (также известный как Георгиу, Георгий, Гио или Кинки (англ. — эксцентричный), — советский и грузинский футболист, полузащитник.
Его первым профессиональным клубом был «Mретеби». В Грузии он выиграл три чемпионских титула и два кубка с «Динамо» (Тбилиси), был дважды признан игроком года. Он приобрёл международную известность после матчей за сборную Грузии против Уэльса в 1994 и 1995 годах.
В 1995 году Кинкладзе перешёл из «Динамо» в английскую Премьер-лигу в «Манчестер Сити», где благодаря своим навыкам дриблинга и зрелищным голам стал любимцем болельщиков, выиграв два раза приз лучшего футболиста клуба. Кинкладзе остался с «Сити», несмотря на понижение в классе в 1996 году, но после повторного вылета клуба в 1998 году присоединился к нидерландскому «Аяксу». Кинкладзе не смог прижиться в Нидерландах, где провёл чуть больше года, и вернулся в Англию, его новым клубом стал «Дерби Каунти». Он провёл четыре года в «Дерби», сыграв почти 100 матчей. После ухода в 2003 году и нескольких неудачных попыток найти новый клуб, Кинкладзе в 2004 году присоединился к кипрскому «Анортосису», с которым выиграл чемпионат. Он завершил свою карьеру в казанском «Рубине» в 2006 году.
В 2011—2012 годах работал в «Анортосисе» техническим директором.

## Ранние годы
Родился 6 июля 1973 года в Тбилиси, жил в районе Дидубе со своим отцом, Робинзоном (инженер, родом из Гурии), матерью Хатуной (учительница) и старшей сестрой. Отец Георгия очень хотел, чтобы его сын стал футболистом, для этого он заставлял его ходить вокруг двора на коленях, чтобы укрепить ноги. В сентябре 1979 года отец привёл шестилетнего Георгия в футбольную школу «Юный динамовец» к тренеру Автандилу Хеладзе. На первом же занятии тренер взял его в школу. Отец продолжал воспитывать в сыне спортсмена и сам: тренировал его в гимнастике, армрестлинге, плавании и беге. Также Георгий занимался грузинскими танцами в национальном ансамбле танца Грузии.
В течение нескольких лет Кинкладзе играл в молодёжной команде «Динамо» Тбилиси, затем — во втором составе. Там он выступал вместе с Шотой Арвеладзе, который позднее стал его партнёром как в основном составе «Динамо» на клубном уровне, так и в составе сборной Грузии на международном уровне.

## Клубная карьера

### Ранняя карьера
Кинкладзе окончил футбольную школу в 1990 году, однако, «Динамо» на него ещё не рассчитывало. Благодаря помощи друга семьи — Кобы Жоржикашвили — он оказывается в клубе «Мретеби» (с груз. — «сногсшибающие») у тренера Важи Чхаидзе. В сезоне 1990 «Мретеби» выиграли 35 матчей из 38 и перешли из 2-й лиги в 1-ю (Кинкладзе провёл 20 игр). В сезоне 1991 команда выиграла 13 матчей из 15 и вышла уже в высшую лигу.
В 1992 году на его переходе в «Динамо» настоял Реваз Дзодзуашвили. За Кинкладзе был заплачен 1 миллион советских рублей. 17 сентября 1992 года он впервые сыграл за сборную Грузии против Азербайджана.
В первый же год выступлений за «Динамо» Кинкладзе выиграл чемпионат и кубок Грузии, получив также приз лучшего игрока Грузии. Однако, из-за продолжавшейся гражданской войны в Грузии в 1993 году руководство «Динамо Тбилиси» решило дать возможность своим футболистам играть в более стабильной обстановке, поэтому отправило их в аренду в разные иностранные клубы.
В начале 1994 года Кинкладзе был отдан в аренду в клуб 2-й Бундеслиги «Саарбрюккен». 1-й матч в Германии он провёл 4 марта против «Теннис-Боруссии». Однако, полные матчи он играл редко, а в одной из встреч (с «Гертой») был удалён. В середине 1994 года вернулся в «Динамо». Спустя некоторое время президент клуба Мераб Жордания договорился об аренде Кинкладзе испанским «Атлетико» за £ 200 тыс. На просмотре в мадридском клубе его заметили скауты «Бока Хуниорс» и предложили выступать в Аргентине. В течение месяца он играл за «Боку», но контракт игрока так и не был выкуплен. Единственным приятным впечатлением от Аргентины, по словам Кинкладзе, была встреча с кумиром детства — Диего Марадоной. Однако, именно Марадона и был конкурентом Кинкладзе за место в основном составе.
Вскоре Кинкладзе вернулся в Испанию, где его пригласили на просмотр в мадридский «Реал». Главный тренер испанцев Хорхе Вальдано по итогам двухнедельных тренировок предложил ему поиграть во второй команде. Но вскоре на футболиста вышел Мераб Жордания и попросил его вернуться в Грузию, чтобы усилить «Динамо». В свою очередь, по итогам сезона он обещал помочь с трудоустройством в Европе.

### «Манчестер Сити»
В сезоне 1994/95 благодаря играм за сборную Грузии Кинкладзе приобрёл известность, однако, на конкретные действия предпринял только президент «Манчестер Сити» Фрэнсис Ли. Он и договорился с Мерабом Жорданией о переходе игрока в Англию в сезоне 1995/96. 15 июля 1995 года контракт был подписан (цена контракта — £ 2 млн).
Первый матч за Кинкладзе сыграл 19 августа 1995 года против «Тоттенхэм Хотспур». В сезоне 1995/96 команду Алана Болла поначалу преследовали неудачи — первые три месяца она не могла одержать победу ни в одном матче. Несмотря на это, Кинкладзе быстро стал ключевым игроком команды. Первую победу в играх того сезона в матче против «Астон Виллы» принёс команде именно Кинкладзе, сыграв в «стеночку» с Ниллом Куинном.

Непосредственно после перехода в «Манчестер Сити» Георгий находился в несколько неудобном положении: ему приходилось жить в отеле, а по-английски он тогда говорил не очень хорошо. Чтобы поддержать Кинкладзе, в Манчестер переехала его мать. В то время команда как раз готовилась к матчу против «Мидлсбро» (декабрь 1995 года), для Кинкладзе игра была своеобразной дуэлью с Жуниньо Паулиста. Кинкладзе забил первый гол, но в конечном итоге матч закончился со счётом 4:1 в пользу «Мидлсбро». При этом, фанаты победившего клуба называли Георгия «лучшим игроком противников в сезоне». Кинкладзе воспринимался многими как лидер своей команды: 
На фоне неадаптировавшегося Рёслера был Кинкладзе, быстро ставший любимцем болельщиков, который им был необходим.
В марте 1996 года Кинкладзе забил зрелищный гол в ворота «Саутгемптона» — обвёл пять игроков и отправил мяч в сетку мимо голкипера Дэйва Бисанта. К концу сезона партнёром Кинкладзе стал ещё один экс-динамовец — Михаил Кавелашвили.
Судьба МС в Премьер-лиге решалась в последнем матче против «Ливерпуля». Кинкладзе и партнёры рассчитывали, что «Ливерпуль» побережёт себя для предстоящего через неделю финала Кубка Англии против МЮ. Надежды игроков МС подкреплялись и тем фактом, что «Ливерпуль» к последнему туру гарантировал себе третье место чемпионата. Однако уже к 10-й минуте первого тайма МС проигрывал со счётом 0:2. Лишь после выхода на поле на 70-й минуте Кавелашвили МС удалось отыграть разрыв, но забить победный гол не смогла ни одна команда. В итоге МС вылетел в Первый дивизион, как оценивал сам Кикнкладзе, по большей части из-за недоукомплектованности. В Первом дивизионе Кинкладзе не был намерен играть, однако, остался в команде и на сезон 1996/97.
В МС Кинкладзе дважды завоёвывал титул «Игрок года» в течение двух сезонов подряд. В Первой английской лиге его партнёрами по клубу некоторое время были Муртаз Шелия и Кахабер Цхададзе.
Последний сезон в составе МС для Кинкладзе был омрачён травмой голеностопа, полученной во время игры за сборную Грузии, Георгий был вынужден долго лечиться. По итогам сезона 1997/98 клуб вылетел во 2-ю лигу и руководство решилось на продажу дорогостоящего игрока.

### «Аякс»
В 1998 был продан клубу «Аякс» за 5 млн фунтов. В нидерландский клуб его пригласил главный тренер «Аякса» Мортен Ольсен. Он видел Кинкладзе на месте Литманена, который в межсезонье должен был перейти в «Барселону». Кинкладзе дал согласие на переход, но после его прибытия в Амстердам вышло так, что переход Литманена не состоялся. В итоге, Ольсен начал пробовать выпускать Кинкладзе на левый фланг полузащиты. Однако, футболист не сумел перестроиться на игру на фланге и вскоре выбыл из основы. За нидерландский клуб он провёл всего 12 игр, после чего вернулся в Англию на правах аренды.

### «Дерби Каунти»
С ноября 1999 Кинкладзе начал выступления за «Дерби», куда был отдан «Аяксом» в аренду. В апреле 2000 года он был окончательно продан в «Дерби» за $4,5 млн
В конце июля 2000 года он перенёс операцию по удалению грыжи. Из-за этого Кинкладзе вынужден был пропустить почти месяц предсезонной подготовки. Тем не менее, он успешно начал сезон 2000/01 — в 7-м туре благодаря грузинскому легионеру игравший в меньшинстве «Дерби» сумел вырвать у «Лидса» ничью. В дальнейшем во многом из-за травм Кинкладзе не удалось удержать этот уровень. В итоге «The Guardian» назвала футболиста главным разочарованием сезона в составе «Дерби».
В «Дерби» он провёл четыре года (почти 100 игр), из игроков постсоветского пространства партнёром Кинкладзе по команде был эстонский вратарь Март Поом. По окончании сезона 2002/03 года клуб предложил игроку изменить условия контракта, в частности сократить зарплату в три раза, это объяснялось тем, что клуб имел множество долгов. В итоге Кинкладзе принял решение покинуть клуб.
Сезон 2003/04 он провёл в поисках клуба, но так нигде и не нашёл себе место.

### «Анортосис»
В сезоне 2004/05 Кинкладзе играл в кипрском «Анортосисе», где главным тренером был его экс-партнёр по «Динамо» и сборной Грузии, Темури Кецбая. По итогам сезона он выиграл золотые медали чемпионата.
С «Анортосисом» он начал и новый сезон 2005/06, участвовал в матчах предварительного раунда Лиги чемпионов и отыграл матч за Суперкубок Кипра. Однако, непосредственно перед стартом чемпионата Кипра покинул клуб.

### «Рубин»
В конце августа 2005 года Кинкладзе оказался в российском клубе «Рубин», с которым заключил контракт до конца сезона. В новом клубе он успешно провёл вторую половину года и стал одним из лучших распасовщиков второго круга чемпионата России 2005, благодаря чему контракт был продлён ещё на год. Однако, в новом сезоне он почти не играл, большую часть времени Кинкладзе залечивал травму паховых колец. По окончании сезона 2006 года закончился и контракт с командой, который руководство отказалось продлевать. Кинкладзе пытался перейти обратно в «Анортосис», но попытка оказалась безуспешной. Вскоре он завершил карьеру игрока.

## Выступления за сборную Грузии
Кинкладзе дебютировал за сборную 17 сентября 1992 года в матче против Азербайджана. В сентябре 1994 года Кинкладзе был вызван в сборную на игру против Молдовы в Тбилиси. Игра Кинкладзе привлекла внимание итальянских клубов, где пресса дала ему прозвище «Черноморская река», но у него не было никаких конкретных предложений от клубов. Так было до тех пор, пока директор «Манчестер Сити» Фрэнсис Ли не увидел запись его игры. Он начал переговоры о трансфере, связавшись с Мерабом Жордания и предложив трансфер Кинкладзе в «Сити».
Ровно через два месяца Кинкладзе провёл против сборной Уэльса две хорошие игры. Именно в ворота Уэльса Кинкладзе забил свой первый гол в сборной, Грузия победила со счётом 5:0 в домашнем матче. В ответном матче на «Кардифф Арм Парк» скауты нескольких клубов увидели гол Кинкладзе с 18 метров.
В отборочном турнире Чемпионата Европы 1996 года Кинкладзе забил с пенальти в ворота болгарской сборной, его команда выиграла со счетом 2:1.
В отборочном турнире чемпионата мира 1998 года Кинкладзе забил второй гол в ворота сборной Молдовы и принёс победу со счётом 2:0.
Кинкладзе забил третий гол в ворота сборной Литвы в отборочном матче чемпионата мира 2002 года, где его команда одержала победу со счётом 4:0 в гостях.
Последнюю игру за сборную он провёл в 2005 году.

## Стиль игры
Кинкладзе играл на позиции разыгрывающего полузащитника. Как правило, он играл впереди остальных полузащитников. Его основная роль заключалась в создании голевых моментов, он был креативным игроком. Навыки дриблинга рассматривались как одна из сильнейших характеристик Кинкладзе.
Слабое звено в игре Кинкладзе была защита. Он не хотел меняться, чем вызывал разочарование тренеров. Из-за нежелания исправлять недостатки тренер «Манчестер Сити» Джо Ройл стал реже выпускать его на поле.
В отдельных случаях Кинкладзе играл в качестве второго нападающего с меньшей позиционной нагрузкой. В таком амплуа Кинкладзе играл в «Манчестер Сити» под руководством Френка Кларка, и в Дерби Каунти под руководством Фабрицио Раванелли. Хотя он левша, он плохо играл на левом фланге, и публично выразился, что не любит играть на этой позиции.

## Статистика

### Карьера в клубах
| Клуб            | Сезон     | Соревнование             | Игр | Голов |   |   |
| --------------- | --------- | ------------------------ | --- | ----- | - | - |
| Мретеби Тбилиси | 1990      | Вторая лига Грузии       | 34  | 8     |   |   |
| Мретеби Тбилиси | 1991      | Первая лига Грузии       | 16  | 1     |   |   |
| Динамо Тбилиси  | 1992/93   | Чемпионат Грузии         | 30  | 14    |   |   |
| Динамо Тбилиси  | 1993/94   | Чемпионат Грузии         | 14  | 13    |   |   |
| Саарбрюккен     | 1993/94   | Вторая Бундеслига        | 11  | 0     |   |   |
| Бока Хуниорс    | 1994      | Чемпионат Аргентины      | 3   | 0     |   |   |
| Динамо Тбилиси  | 1994/95   | Чемпионат Грузии         | 21  | 14    |   |   |
| Манчестер Сити  | 1995/96   | Английская Премьер-лига  | 37  | 4     |   |   |
| Манчестер Сити  | 1996/97   | Первый дивизион          | 39  | 12    |   |   |
| Манчестер Сити  | 1997/98   | Первый дивизион          | 30  | 4     |   |   |
| Аякс            | 1998/99   | Чемпионат Нидерландов    | 12  | 0     |   |   |
| Дерби Каунти    | 1999/2000 | Английская Премьер-лига  | 18  | 1     | 2 | 0 |
| Анортосис       | 2004/05   | Чемпионат Кипра          | 22  | 2     |   |   |
| Рубин           | 2005      | Чемпионат России         | 9   | 2     | 1 | 0 |
| Рубин           | 2005/06   | Кубок России             | 1   | 0     | 0 | 0 |
| Рубин           | 2006      | Чемпионат России         | 4   | 0     | 0 | 0 |
| Рубин           | 2006/07   | Кубок УЕФА, квалификация | 1   | 0     | 0 | 0 |
| Рубин           | Всего     |                          | 302 | 75    | 3 | 0 |

### В сборной
Примечание: Число после косой черты представляет собой общее количество матчей грузинской национальной сборной, сыгранное в соответствующем году
| Сборная | Год  | Матчи | Голы |   |   |
| ------- | ---- | ----- | ---- | - | - |
| Грузия  | 1992 | 1/3   | 0    | 0 | 0 |
| Грузия  | 1993 | 0/1   | 0    | 0 | 0 |
| Грузия  | 1994 | 10/11 | 1    | 1 | 0 |
| Грузия  | 1995 | 5/6   | 2    | 0 | 0 |
| Грузия  | 1996 | 6/8   | 1    | 0 | 0 |
| Грузия  | 1997 | 6/7   | 2    | 1 | 1 |
| Грузия  | 1998 | 8/11  | 1    | 0 | 0 |
| Грузия  | 1999 | 1/8   | 0    | 0 | 0 |
| Грузия  | 2000 | 5/10  | 2    | 0 | 0 |
| Грузия  | 2001 | 6/10  | 0    | 0 | 0 |
| Грузия  | 2002 | 3/4   | 0    | 0 | 0 |
| Грузия  | 2003 | 2/8   | 0    | 0 | 0 |
| Грузия  | 2004 | 3/9   | 0    | 0 | 0 |
| Грузия  | 2005 | 1/11  | 0    | 0 | 0 |
| Всего   |      | 57    | 9    | 2 | 1 |

### Голы за сборную
(вначале указаны голы Грузии)
| № | Дата            | Место проведения | Соперник | Счёт | Турнир                    | Прим.    |
| - | --------------- | ---------------- | -------- | ---- | ------------------------- | -------- |
| 1 | 16 ноября 1994  | Тбилиси, Грузия  | Уэльс    | 5:0  | Отборочный турнир ЧЕ 1996 |          |
| 2 | 7 июня 1995     | Кардифф, Уэльс   | Уэльс    | 1:0  | Отборочный турнир ЧЕ 1996 |          |
| 3 | 11 октября 1995 | Тбилиси, Грузия  | Болгария | 2:1  | Отборочный турнир ЧЕ 1996 | Пенальти |
| 4 | 29 марта 1997   | Тбилиси, Грузия  | Армения  | 7:0  | Товарищеский матч         | Пенальти |
| 5 | 7 июня 1997     | Батуми, Грузия   | Молдова  | 2:0  | Отборочный турнир ЧМ 1998 | Пенальти |
| 6 | 2 мая 1998      | Сус, Тунис       | Тунис    | 1:1  | Товарищеский матч         |          |
| 7 | 29 марта 2000   | Ашкелон, Израиль | Израиль  | 1:1  | Товарищеский матч         |          |
| 8 | 7 октября 2000  | Каунас, Литва    | Литва    | 4:0  | Отборочный турнир ЧМ 2002 |          |

## Достижения

### Командные
Мретеби Тбилиси
- Второй дивизион Грузии: 1991

Динамо Тбилиси
- Чемпионат Грузии по футболу: 1992/93, 1993/94, 1994/95
- Кубок Грузии: 1992/93, 1994/95

Анортосис
- Чемпионат Кипра по футболу: 2004/05

### Личные
- Футболист года в Грузии: 1993, 1996

## Личная жизнь и годы после завершения карьеры
Завершив выступления в большом футболе, Кинкладзе переехал в Тбилиси, где провёл 2 года вне футбола. Затем переехал в Москву и купил себе загородный дом. В сентябре 2009 года сдал экзамены в федерации футбола Грузии и официально стал футбольным агентом.
До июня 2012 года 9 месяцев работал техническим директором в кипрском «Анортосисе», но отношения с руководством там не сложились.
По состоянию на 2012 год работал агентом в тандеме с Георгием Гахокидзе. Кинкладзе был в тёплых отношениях с англичанкой Луизой из Манчестера. Она родила Георгию сына Сабу, который живёт в Англии с матерью и также занимается футболом. По состоянию 2012 год женат на русской девушке Марианне, с которой в 2005 году познакомился в одном из петербургских ресторанов после победы над «Зенитом».